# 达尔尼亚亚河
达尔尼亚亚河（俄语：Река Дальняя）或特其河（俄语：Река Татибе）是滨海边疆区红军区的河流，源起内兴安岭，在上游向西北流，再转向西南，在距河口176公里处注入大烏蘇爾卡河，全长135公里，流域面积2950平方公里，落差830米，平均坡度0.62%。河畔的定居点有沃斯托克和深村。1972年更为现名。

## 引用
1. ↑  А·П·穆拉诺夫. . 列宁格勒: 气象出版社. 1966 （俄语）.
2. ↑  . 列宁格勒: 气象出版社 （俄语）.
3. ↑  Т·А·基谢尔科瓦娅. . 列宁格勒: 气象出版社. 1977 （俄语）.
4. ↑  . Примпогода.